# Józef Majewski
Józef Majewski (ur. 1960) – polski teolog, medioznawca i publicysta, doktor habilitowany teologii, profesor Uniwersytetu Gdańskiego. Pełni funkcję kierownika Zakładu Komunikacji Kulturowej i Aksjologii Dziennikarstwa Wydziału Nauk Społecznych Uniwersytetu Gdańskiego. 

## Życiorys
W 1994 na podstawie napisanej pod kierunkiem Stanisława Celestyna Napiórkowskiego rozprawy pt. Nowotestamentalny obraz Matki Pana według katolicko-luterańskiego dialogu w USA uzyskał na Wydziale Teologii KUL stopień naukowy doktora nauk teologicznych.
W 1998 został redaktorem miesięcznika Więź. Jest stałym współpracownikiem Tygodnika Powszechnego. Autor, współautor lub redaktor 20 książek oraz ponad 700 artykułów naukowych, popularnonaukowych, publicystycznych i dziennikarskich. Jest członkiem Rady Naukowej Laboratorium Więzi.
Żonaty, dwoje dzieci. Mieszka w Gdańsku.